# 573 př. n. l.
Století: 7. století př. n. l. – 6. století př. n. l. – 5. století př. n. l.
Roky: 579 578 577 575 574 – 573 př. n. l. – 572 571 570 569 568

## Události
- Končí neúspěšné obléhání Týru babylonským králem Nabukadnezarem II.
- V řecké Nemei se poprvé konaly Nemejské hry.

## Hlava státu
Médská říše:
- Astyagés (Ištumegu)

Persis:
- Kambýsés I.

Egypt:
- Haibre (26. dynastie)

Novobabylonská říše:
- Nabukadnezar II.